# Navalgund
Navalgund è una suddivisione dell'India, classificata come town panchayat, di 22.200 abitanti, situata nel distretto di Dharwad, nello stato federato del Karnataka. In base al numero di abitanti la città rientra nella classe III (da 20.000 a 49.999 persone).

## Geografia fisica
La città è situata a 15° 34' 0 N e 75° 22' 0 E e ha un'altitudine di 577 m s.l.m..

## Società

### Evoluzione demografica
Al censimento del 2001 la popolazione di Navalgund assommava a 22.200 persone, delle quali 11.347 maschi e 10.853 femmine. I bambini di età inferiore o uguale ai sei anni assommavano a 3.109, dei quali 1.571 maschi e 1.538 femmine. Infine, coloro che erano in grado di saper almeno leggere e scrivere erano 13.182, dei quali 7.707 maschi e 5.475 femmine.